# 霍尔茨高
霍尔茨高是奥地利蒂罗尔州罗伊特县的一个市镇。总面积36.1平方公里，总人口478人，人口密度13.2人/平方公里（2005年）。